# Biegi narciarskie na Zimowych Igrzyskach Olimpijskich 1988 – sztafeta mężczyzn
Bieg sztafetowy mężczyzn podczas Zimowych Igrzysk Olimpijskich 1988 w Calgary został rozegrany 22 lutego. Wzięło w nim udział 64 zawodników z szesnastu krajów. Mistrzostwo olimpijskie w tej konkurencji wywalczyła reprezentacja Szwecji w składzie: Jan Ottosson, Thomas Wassberg, Gunde Svan i Torgny Mogren. 

## Wyniki
| Pozycja | Kraj                                                                                    | Czas      | Strata   |
| ------- | --------------------------------------------------------------------------------------- | --------- | -------- |
| 01 !    | Szwecja · Jan Ottosson · Thomas Wassberg · Gunde Svan · Torgny Mogren                   | 1:43:58,6 | -        |
| 02 !    | ZSRR · Władimir Smirnow · Władimir Sachnow · Michaił Diewiatjarow · Aleksiej Prokurorow | 1:44:11,3 | +12,7    |
| 03 !    | Czechosłowacja · Radim Nyč · Václav Korunka · Pavel Benc · Ladislav Švanda              | 1:45:22,7 | +1:24,1  |
| 4       | Szwajcaria · Andi Grünenfelder · Jürg Capol · Giachem Guidon · Jeremias Wigger          | 1:46:16,3 | +2:17,7  |
| 5       | Włochy · Silvano Barco · Albert Walder · Giorgio Vanzetta · Maurilio De Zolt            | 1:46:16,7 | +2:18,1  |
| 6       | Norwegia · Pål Gunnar Mikkelsplass · Oddvar Brå · Vegard Ulvang · Terje Langli          | 1:46:48,7 | +2:50,1  |
| 7       | RFN · Walter Kuß · Georg Fischer · Jochen Behle · Herbert Fritzenwenger                 | 1:48:05,0 | +4:06,4  |
| 8       | Finlandia · Jari Laukkanen · Harri Kirvesniemi · Jari Räsänen · Kari Ristanen           | 1:48:24,0 | +4:25,4  |
| 9       | Kanada · Yves Bilodeau · Al Pilcher · Pierre Harvey · Dennis Lawrence                   | 1:48:59,7 | +5:01,1  |
| 10      | Austria · André Blatter · Alois Schwarz · Martin Standmann · Alois Stadlober            | 1:49:14,5 | +5:15,9  |
| 11      | Francja · Patrick Remy · Jean-Luc Thomas · Dominique Locatelli · Guy Balland            | 1:49:15,9 | +5:17,3  |
| 12      | Bułgaria · Swetosław Atanasow · Iwan Smilenow · Atanas Simidcziew · Todor Machow        | 1:49:27,9 | +5:29,3  |
| 13      | Stany Zjednoczone · Todd Boonstra · Dan Simoneau · Bill Spencer · Joe Galanes           | 1:50:27,6 | +6:29,0  |
| 14      | Japonia · Atsushi Egawa · Kazunari Sasaki · Tanayuki Yuki · Masaharu Yamazaki           | 1:51:10,7 | +7:12,1  |
| 15      | Korea Południowa · Hong Kun-pyo · Park Ki-ho · Cho Sung-hoon · Jun Jeung-hae            | 1:59:00,4 | +15:01,8 |
| 16      | Wielka Brytania · John Spotswood · Ewan McKenzie · Marty Watkins · Andrew Wylie         | 1:59:39,3 | +15:40,7 |